# Caso Marshall v. Marshall
Marshall vs. Marshall, 547 U.S. 293 (2006), é um caso em que a Suprema Corte dos Estados Unidos decidiu que um tribunal distrital federal tinha igual ou jurisdição concorrente com os tribunais estaduais sobre atos ilícitos envolvendo reivindicações de acordo com o estado de direito comum. O caso atraiu uma quantidade incomum de interesse, porque a requerente foi Playmate da Playboy e celebridade Anna Nicole Smith (cujo nome real era Vickie Lynn Marshall). Smith ganhou o caso, mas sem solução de problemas a respeito de sua herança, eventualmente, levou a outra o caso do Suprema Corte, Stern vs. Marshall. Ela morreu muito antes do caso ser decidido.

## Contexto
Doze anos antes de seu casamento com Smith, J. Howard Marshall II criou um fundo que possuía todos os seus bens e os passaria para várias instituições de caridade e para seu filho E. Pierce Marshall após a sua morte. Smith alegou que J. Howard tinha a intenção de depois do casamento estabelecer uma relação separada para o seu benefício, o que seria, essencialmente, deixar a metade dos ativos obtidos durante o período do casamento, mas que seu filho Pierce tinha interferido com a formação desta confiança distinta. J. Howard Marshall nem estabeleceu uma relação de confiança a favor de Smith, nem mudou os termos de sua vontade, para fornecer para ela após sua morte. No entanto, ele fez de sua confiança existente irrevogável logo depois do seu casamento com Smith. Como resultado, Smith foi excluída da repartição dos bens de J. Howard. Ela processou no Texas, por meio da Vara de Família e Sucessões, o Sr. Pierce (filho de Marshall), no intuito obter parte da herança. O principal argumento do Sr. Pierse era de que o seu pai tinha um vasto plano de espólio executado ao longo de muitas décadas, o que expressava o seu desejo. Pierce também acreditava que seu pai já havia sido bastante generoso com Smith durante o casamento, fornecendo a ela presentes caros e recursos monetários.
Depois de receber um decisão de julgamento por assédio sexual, Smith pediu falência, na Califórnia. Pierce entrou com uma não-exoneração e prova de reclamação contra Smith, com base em declarações públicas feitas por seus advogados para a mídia logo após a morte de seu marido, acusando Pierce de ter frustrado a intenção de J. Howard de estabelecer uma nova relação de confiança para Smith. Pierce alegou que essas declarações eram difamatórias e processou com sucesso os advogados de Smith pelos mesmos motivos no Tribunal do Estado do Texas. Smith se opôs às alegações e rebateu Pierce com base em que suas declarações eram verdadeiras e em reclamações de delitos que ela já estava praticando no Texas. O Tribunal de Falências negou provimento ao pedido de difamação por julgamento sumário e não permitiu que o pedido fosse levado a julgamento. Depois de ser liberada da falência, Smith prosseguiu com sua reconvenção contra Pierce, alegando que ele interferiu na intenção de seu pai de estabelecer uma relação em favor de Smith.
Durante o processo na Vara de família do Texas, o Tribunal de Falências concedeu a Smith US$ 474 milhões, com base em uma sanção contra Pierce, que considerou que ocorreu interferência por parte dele. O Tribunal Distrital Federal posteriormente reviu a sentença do Tribunal de Falência, e reduziu o prêmio de Smith para US$88 milhões.
No entanto, após um júri de cinco meses no Texas, o Tribunal de Sucessões decidiu que o testamento e a confiança de J. Howard Marshall eram válidos, e que seu filho era o principal beneficiário - rejeitando a alegação de Smith de que o filho exerceu influência indevida na vida do pai ou interferiu com qualquer confiança para Smith. Quando a questão foi apresentada ao tribunal de apelação do 9º Circuito, a decisão do Tribunal Distrital tornou-se inválida por motivos de jurisdição, declarando que apenas os Tribunais de Sucessão do Texas tinham jurisdição sobre questões de inventário. O caso também foi importante desde que o Suprema Corte reviu a exceção de inventário em Markham vs. Allen, 326 US 490 (1946) e seu análogo e a exceção de relações domésticas, em Ankenbrandt vs. Richards, 504 US 689. (1992).
O governo Bush, que queria limitar as exceções à jurisdição federal em questões relacionadas com o inventário do Estado, instruiu o Procurador Geral dos Estados Unidos a apresentar um escrito ao lado do peticionário.

### Perguntas Apresentadas
1. Qual é o escopo da exceção de inventário à jurisdição federal?
2. O Congresso pretendia que a exceção de inventário se aplicasse onde um tribunal federal não é solicitado a julgar um testamento, administrar uma propriedade ou assumir o controle da propriedade sob a custódia de um tribunal estadual?
3. O Congresso pretendia que a exceção de inventário se aplicasse a casos decorrentes da Constituição, leis ou tratados dos Estados Unidos (28 USC § 1331), incluindo o Código de Falências (28 USC § 1334), ou é limitada a casos em que a jurisdição baseia-se na diversidade de cidadania?
4. O Congresso pretendia que a exceção de inventário se aplicasse a casos decorrentes de confiança ou se limitasse a casos envolvendo testamentos?

## A Opinião da Corte
Em 28 de fevereiro de 2006, o caso foi discutido. Em 1 de maio de 2006, a Suprema Corte dos Estados Unidos decidiu por unanimidade o caso em favor de Anna Nicole Smith sobre a questão da jurisdição federal.  O Tribunal considerou que os tribunais federais têm competência para julgar processos judiciais para determinar os direitos dos credores, legados, herdeiros e outros reclamantes relacionados a um patrimônio, desde que o tribunal federal não julgue um testamento, administre um patrimônio, tome controle de bens administrados pelo tribunal de inventário ou interferir com o processo de inventário.

## Posfácio
A disputa de Anna Nicole Smith voltou à Suprema Corte novamente em Stern vs. Marshall (2011).

## References
1. ↑  «Supreme Court to Weigh In on Anna Nicole Smith's Inheritance Case». Washington Post
2. ↑  «A Modern-Day Bleak House». American Spectator. Consultado em 11 de maio de 2018. Arquivado do original em 6 de março de 2009
3. ↑  Marshall v. Marshall, 547 U.S. 293 (U.S. 2006).